# Majá (hinduismo)
En el marco del vedismo, Majáh fue un antiguo religioso hindú, relacionado con la creación de los textos de los Vedas.
En inglés se escribe Mahah.
Literalmente, majat significa ‘grande’ en sánscrito.
En la escritura Taitiriia-upanishad, Majá es nombrado como Majá Chamasia (‘hijo de Majá Chamasa’).
El texto explica que el sabio Majá, investigando las sílabas sagradas bhur bhuvá suar (que servían para adorar a la materia) agregó su nombre (‘lo grande’) como un nombre de Dios. Quizá fue el primer teísta hinduista.
En el hinduismo no tiene ninguna trascendencia, su nombre fue prácticamente olvidado, excepto por los aduaita, que estudian el Vedanta y las Upanishad.
Por eso se considera a Majá como un nombre del propio Brahman, la divinidad hindú informe, origen de todos los dioses.
Maha-camasya (‘descendiente de Mahachamasa’) es el patronímico de este maestro, a quien el Taittiríia Araniaka le atribuye la adición del término mahā a la tríada bhur bhuvas suar (‘Tierra-atmósfera-espacio’) que aparece en la oración Gáiatri-mantra.

Bhuh, bhuvah y suvah son tres importantes sonidos místicos. Un cuarto, proclamado por Maja Chamasia, es el Brahman, del que todos los dioses no son sino miembros. Bhuh significa el mundo, el fuego, riks (versos sagrados) y el prana (aire vital que se inhala). Bhuvah significa el espacio entre el cielo y la Tierra, los cantos del Sama Vedá y el apana (aire que se exhala). Suvah significa el cielo, las prescripciones del Iáyur Vedá, y el viana (aire que se contiene dentro). Mahah significa el Brahman, el Sol, la Luna y el alimento, que respectivamente sustentan a los Vedás, al mundo, a toda la luz y a todos los seres animados. Los cuatro sonidos místicos se expanden en cuatro y la meditación en ellos brinda conocimiento del Brahman y el homenaje a los dioses
Taitiriia-upanishad